# Падаккаси (Орінінське сільське поселення)
Падакка́си (рос. Падаккасы, чув. Патаккасси) — присілок у Чувашії Російської Федерації, центр Орінінського сільського поселення Моргауського району.
Населення — 206 осіб (2010; 232 в 2002, 169 в 1979; 183 в 1939, 171 в 1926, 137 в 1897, 96 в 1858). Національний склад — чуваші, мордва.

## Історія
Історична назва — Падиккаси. Утворився як околоток села Архангельське (Орініно). До 1866 року селяни мали статус державних, займались землеробством, тваринництвом, слюсарством. На початку 20 століття діяв вітряк. 1931 року створено колгосп «Трудовик». До 1920 року присілок перебував у складі Акрамовської волості Козьмодемьянського, до 1927 року — у складі Чебоксарського повіту. 1927 року присілок переданий до складу Татаркасинського, 1939 року — до складу Сундирського, 1944 року — до складу Моргауського, 1959 року — повернуто до складу Сундирського, 1962 року — до складу Чебоксарського, 1964 року — до складу Моргауського району.

## Господарство
У присілку діють школа, дитячий садок, бібліотека, стадіон, пошта, 2 магазини.